# Lucila Pini
Lucila Pini, född 30 oktober 1930, död 1974, är en friidrottare från Brasilien. Hon deltog vid olympiska sommarspelen 1948.